# 赫苏斯·卡尔德拉
赫苏斯·卡尔德拉·桑切斯-卡皮唐（西班牙語：Jesús Caldera Sánchez-Capitán，1957年10月31日—），男，萨拉曼卡省人，西班牙政治人物，曾任劳动与社会事务大臣。

## 生平
1957年生于萨拉曼卡省贝哈尔。1979年加入西班牙工人社会党。1980年代初通过公务员考试，进入阿维拉市政府工作。1982年当选众议院议员，时年25岁，为当时最年轻的议员之一。2000年至2004年，担任众议院西班牙工人社会党发言人。2004年至2008年，担任西班牙劳动与社会事务大臣。2008年至2014年，担任西班牙工人社会党智库和政策规划部长。2015年离开政坛。

## 荣誉
- 卡洛斯三世大十字勋章（2008年）[2]